# Fumiya Hayakawa
Fumiya Hayakawa (早川 史哉 Hayakawa Fumiya?), född 12 januari 1994 i Niigata prefektur, är en japansk fotbollsspelare.
Hayakawa började sin karriär 2016 i Albirex Niigata.